# Polemonium sachalinense
Polemonium sachalinense är en blågullsväxtart som beskrevs av V.N. Voroshilov. Polemonium sachalinense ingår i släktet blågullssläktet, och familjen blågullsväxter. Inga underarter finns listade i Catalogue of Life.